# 200 років Нікітському ботанічному саду (срібна монета)
«200 ро́ків Нікі́тському ботані́чному са́ду» — ювілейна монета номіналом 50 гривень, випущена Національним банком України. Присвячена одній із найстаріших науково-дослідних установ нашої країни — Нікітському ботанічному саду, який заснований в 1812 році на мисі Мартьян неподалік від Ялти та є унікальним зібранням місцевої і світової флори, взірцем садово-паркового будівництва, своєрідним музеєм просто неба, де зібрано близько 20 тисяч видів рослин із різних районів земної кулі.
Монету введено в обіг 26 червня 2012 року. Вона належить до серії «Інші монети».

## Опис монети та характеристики
| Номінал грн. | Метал           | Маса, г | Діаметр, мм | Якість виготовлення       | Гурт                           | Тираж, штук |
| ------------ | --------------- | ------- | ----------- | ------------------------- | ------------------------------ | ----------- |
| 50           | срібло (Ag 999) | 500     | 85          | спеціальний анциркулейтед | гладкий із заглибленим написом | 1 000       |

### Аверс
На аверсі монети угорі розміщено: малий Державний герб України та напис півколом «НАЦІОНАЛЬНИЙ БАНК УКРАЇНИ», у центрі стилізованого вінка з квітів та листя зображено скульптурний портрет засновника і першого директора саду із зазначенням ім'я та прізвища «ХРИСТІАН СТЕВЕН»; унизу — рік карбування монети «2012» та півколом напис: «П'ЯТДЕСЯТ ГРИВЕНЬ».

### Реверс
На реверсі зображено: озерце з фонтаном посередині, на другому плані на тлі морського горизонту — один із куточків саду з альтанкою; напис на тлі озерця унизу — «НІКІТСЬКИЙ БОТАНІЧНИЙ САД»/«1812 — 2012».

## Автори

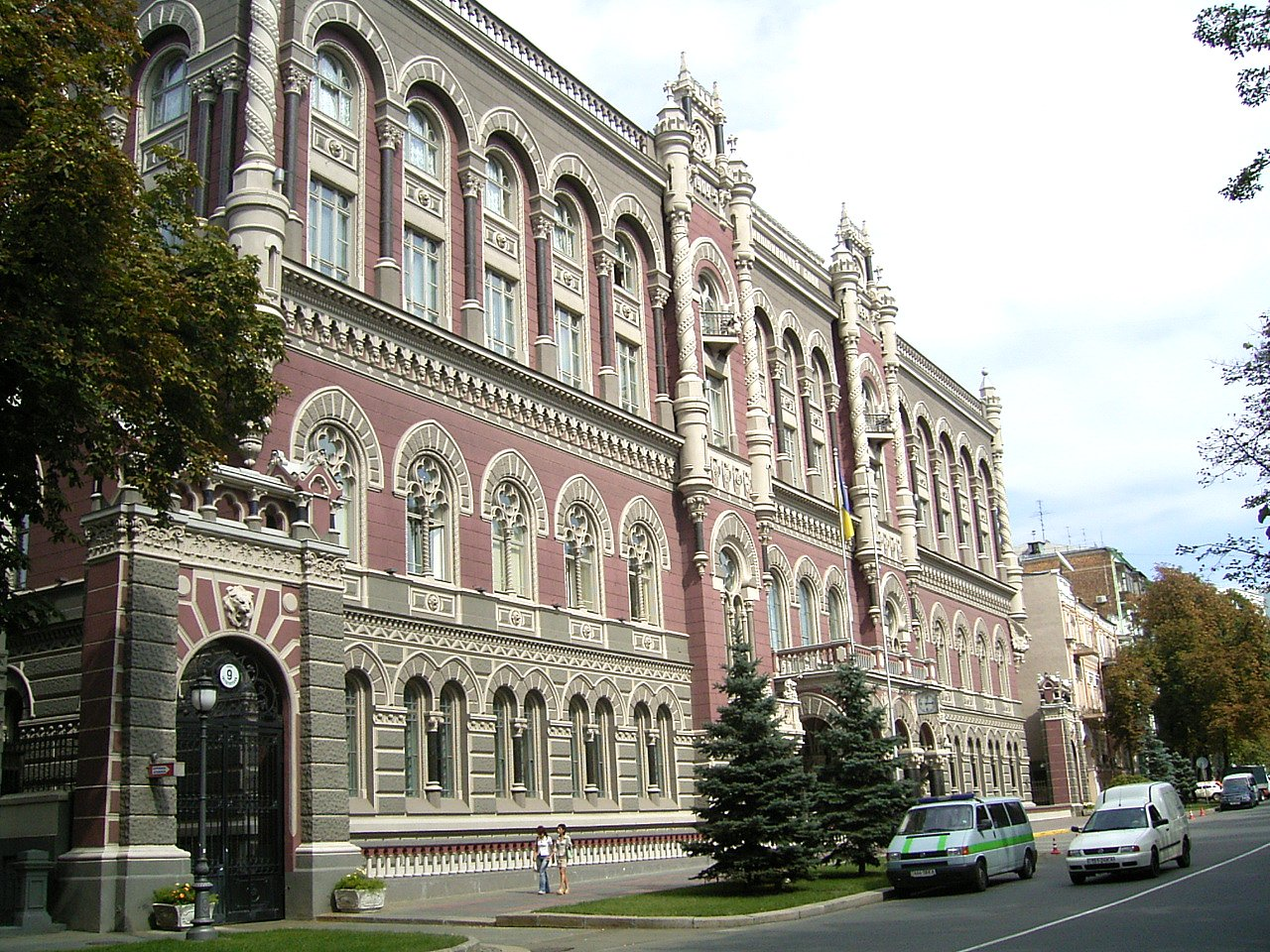
Будівля Національного банку України

- Художники: Володимир Таран, Олександр Харук, Сергій Харук.
- Скульптори: Святослав Іваненко, Володимир Атаманчук.

## Вартість монети
Ціна монети — 11 814 гривень, була вказана на сайті Національного банку України 2016 року.
Фактична приблизна вартість монети, з роками змінювалася так:
| Рік        | 2013  | 2014  | 2015  | 2016   | 2017   | 2018   | 2019   | 2020   | 2021   | 2022   | 2023   | 2024   | 2025   |
| ---------- | ----- | ----- | ----- | ------ | ------ | ------ | ------ | ------ | ------ | ------ | ------ | ------ | ------ |
| Ціна, грн. | 8 000 | 7 000 | 9 000 | 13 000 | 13 000 | 13 000 | 12 700 | 13 000 | 16 800 | 21 000 | 26 000 | 37 000 | 38 800 |